# 李孝恭

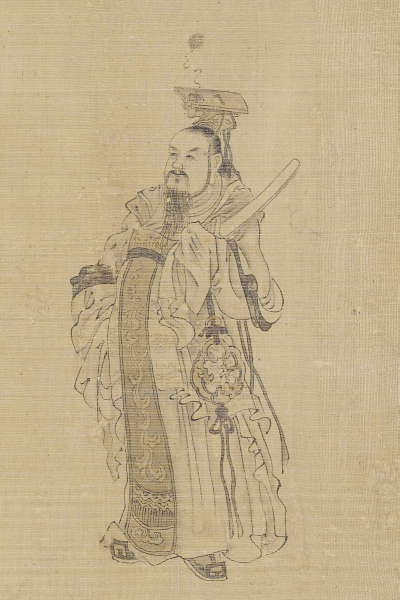
李孝恭

李 孝恭（り こうきょう、591年 - 640年）は、中国の唐の宗室。西平懐王李安の子。祖父は李蔚。唐の高祖李淵の従子にあたる。唐初に中国の南方を経略する主将をつとめ、凌煙閣二十四功臣の第二位に挙げられた。

## 経歴
大業13年（617年）、李淵が長安を平定すると、孝恭は左光禄大夫に任命され、間もなく山南道招尉大使となった。武徳元年（618年）、金州から巴蜀に進出して、三十余州を下した。進撃して、朱粲を破り、その部衆を捕らえた。諸将たちは「朱粲は食人の賊であるから、穴埋めにしてしまいましょう」と勧めたが、孝恭は「捕らえた者を殺しては降伏するものがいなくなる」と言って彼らを許した。
武徳2年（619年）、信州総管に任ぜられ、江陵に拠る蕭銑を平定する策を李淵に進言した。趙郡王に進み、信州が夔州に改称されると、そのまま夔州総管となった。孝恭は巴蜀の首領の子弟を徴用して自軍に編入した。荊湘道総管となり、李靖を副将に用い、水陸の十二軍を率いて、蕭銑を攻撃した。孝恭は鹵獲した戦艦を故意に長江中に放棄して、蕭銑への援軍に疑心暗鬼を起こさせた。蕭銑は江陵で孤立し、ついに唐に降伏した。
孝恭は荊州大総管となり、屯田を置き、銅冶を立てて民衆の便宜を図った。襄州道行台尚書左僕射となり、嶺南の四十九州に遣使して招撫した。輔公祏が江南でそむくと、孝恭は行軍元帥として李勣・李靖・黄君漢・張鎮周らの軍を率いて輔公祏を攻め、糧道を絶って敵を飢えさせ、これを大いに破った。東南道行台尚書左僕射に進み、行台が廃されると揚州大都督となった。邸に石頭城を築いて自衛のかまえをみせたため、謀反を誣告され、召還されて詰問された。謀反の実態がなかったため、許されて宗正卿に任ぜられた。実封千二百戸を賜り、涼州都督・晋州刺史を歴任した。貞観初年に礼部尚書に任ぜられ、貞観11年（637年）には趙郡王から河間郡王に改封された。
趣味は豪奢で、歌舞や美人を好んだが、人に対しては寛仁謙譲で、おごった様子を見せず、太宗にも重用された。貞観14年（640年）、飲中毒により亡くなった。享年は50。死後に司空・揚州都督の位を追贈され、元と諡され、献陵に陪葬された。
子に李崇義・李晦がいた。

## 伝記資料
- 『旧唐書』巻六十 列伝第十「宗室伝」
- 『新唐書』巻七十八 列伝第三「宗室伝」